# 562979 Barabasmiklos
562979 Barabasmiklos este o planetă minoră (asteroid) din centura de asteroizi. A fost descoperită pe 3 septembrie 2010 la Piszkéstetői Obszervatórium⁠(d) de  și a fost numită după Miklós Barabás. 
Obiectul prezintă o orbită caracterizată de o semiaxă mare de 2,566381416657 UAi, o excentricitate de 0,18727116142145, o înclinație de 4,3997836440714 ° în raport cu ecliptica.